# Раши писмо
Раши писмо (јевр. כתב רש"י) је варијанта писма хебрејског језика, које се углавном користи за коментаре Торе и Талмуда. Писмо је настало у сефардским штампаријама Венеције 15. века и до данас служи за разликовање коментара од изворних цитата Танаха, што је јеврејски назив за Петокњижје Библије (првих пет књига које сачињавају Свето писмо).
Ово писмо је названо по средњовековном рабину (рави) Рашију (1040-1105), који је у Француској водио једну школу Талмуда.

## Разлике између хебрејског и раши писма
| Хебрејска слова са својим одговарајућим раши словима | Хебрејска слова са својим одговарајућим раши словима | Хебрејска слова са својим одговарајућим раши словима | Хебрејска слова са својим одговарајућим раши словима | Хебрејска слова са својим одговарајућим раши словима | Хебрејска слова са својим одговарајућим раши словима | Хебрејска слова са својим одговарајућим раши словима | Хебрејска слова са својим одговарајућим раши словима | Хебрејска слова са својим одговарајућим раши словима |
| ---------------------------------------------------- | ---------------------------------------------------- | ---------------------------------------------------- | ---------------------------------------------------- | ---------------------------------------------------- | ---------------------------------------------------- | ---------------------------------------------------- | ---------------------------------------------------- | ---------------------------------------------------- |
| א =                                                  | ב =                                                  | ג =                                                  | ד =                                                  | ה =                                                  | ו =                                                  | ז =                                                  | ח =                                                  | ט =                                                  |
| י =                                                  | כ =                                                  | ך =                                                  | ל =                                                  | מ =                                                  | ם =                                                  | נ =                                                  | ן =                                                  | ס =                                                  |
| ע =                                                  | פ =                                                  | ף =                                                  | צ =                                                  | ץ =                                                  | ק =                                                  | ר =                                                  | ש =                                                  | ת =                                                  |